# Futbol'nyj Klub Nadežda Noginsk
Il Futbol'nyj klub Nadežda (in russo футбольный клуб Надежда?), o anche F.C. Nadežda Noginsk (in russo ФК "Надежда"?, o più semplicemente come Nadežda, citato anche con la traslitterazione anglosassone Nadezhda Noginsk o Nadezhda, fu una squadra di calcio femminile russa con sede a Noginsk, capoluogo amministrativo dell'omonimo rajon sito nell'oblast' di Mosca.

## Storia
La squadra venne istituita nel 2001 e, basata sull'organico della disciolta Nadežda-Gudok (in russo Надежда-Гудок?) con sede a Krasnoarmejsk, iscritta alla 1.Division, secondo livello del campionato russo femminile di calcio. Alla sua prima stagione conquista la promozione in Vysšij Divizion, dove gareggiò dal 2002 fino al termine della stagione 2008. A causa di problemi finanziari la dirigenza ritenne di non iscrivere la squadra alla stagione successiva. Benché si fosse ipotizzato di spostare la squadra a Sergiev Posad, per fondersi alla locale squadra Ekostrom per sostituire il Nadežda in campionato, questa soluzione trovò delle riserve da parte della dirigenza e non fu mai messa in atto.
Durante la sua esistenza raggiunse, come massimo risultato sportivo, la terza posizione in campionato per tre volte consecutive, tra il 2005 e il 2007, e per due volte le semifinali della Coppa di Russia.